# 杜娃·黎波
杜娃·黎波（英语，/ˈduːə ˈliːpə/ ⓘ DOO-ə LEE-pə，阿爾巴尼亞語：[ˈdua ˈlipa]，1995年8月22日—），是一名英国及阿尔巴尼亚的创作歌手。她的音乐生涯起步于14岁，当时她在YouTube上翻唱粉红佳人和妮莉·费塔朵等艺人的歌曲。2015年，她与华纳音乐签约，不久后发行个人第一首单曲。2016年12月，黎波委托《混音器杂志》制作的个人纪录片《看见蓝》（See in Blue）发行。2017年1月，她赢得EBBA大众选择奖。2017年6月2日，同名首张专辑发行。2018年2月，黎波在第38屆全英音樂獎獲得兩項大獎分別是最佳英國女歌手（British Female Solo Artist）、突破性藝人（British Breakthrough Act.）。2019年2月第39屆全英音樂獎，黎波與凱文·哈里斯合作的夏日熱門單曲《One Kiss》榮獲最佳英國單曲。2019年2月，第61屆葛萊美獎榮獲最佳新人和最佳舞曲錄製兩項大獎。2021年3月，第63屆葛萊美獎榮獲最佳流行演唱專輯。她的單曲〈興致高昂〉(Levitating) 在2021年告示牌年終排行榜，得到百大熱門單曲(Hot 100)冠軍。

## 早年生活
黎波于1995年8月22日在伦敦出生，有着阿尔巴尼亚人血统。父母于上世纪90年代离开科索沃普里什蒂纳。在西尔维亚青年戏剧学院上了一段时间的课后，她于2008年随父母回到科索沃。她伴随着身为科索沃阿尔巴尼亚摇滚歌手父亲达卡吉·黎波的歌曲长大。14岁时，她开始在YouTube上发行她最喜欢的粉红佳人和妮莉·费塔朵等艺人歌曲的翻唱作品。16岁时，她带着音乐梦想回到伦敦，不久后便开始当模特兒。

## 演唱生涯

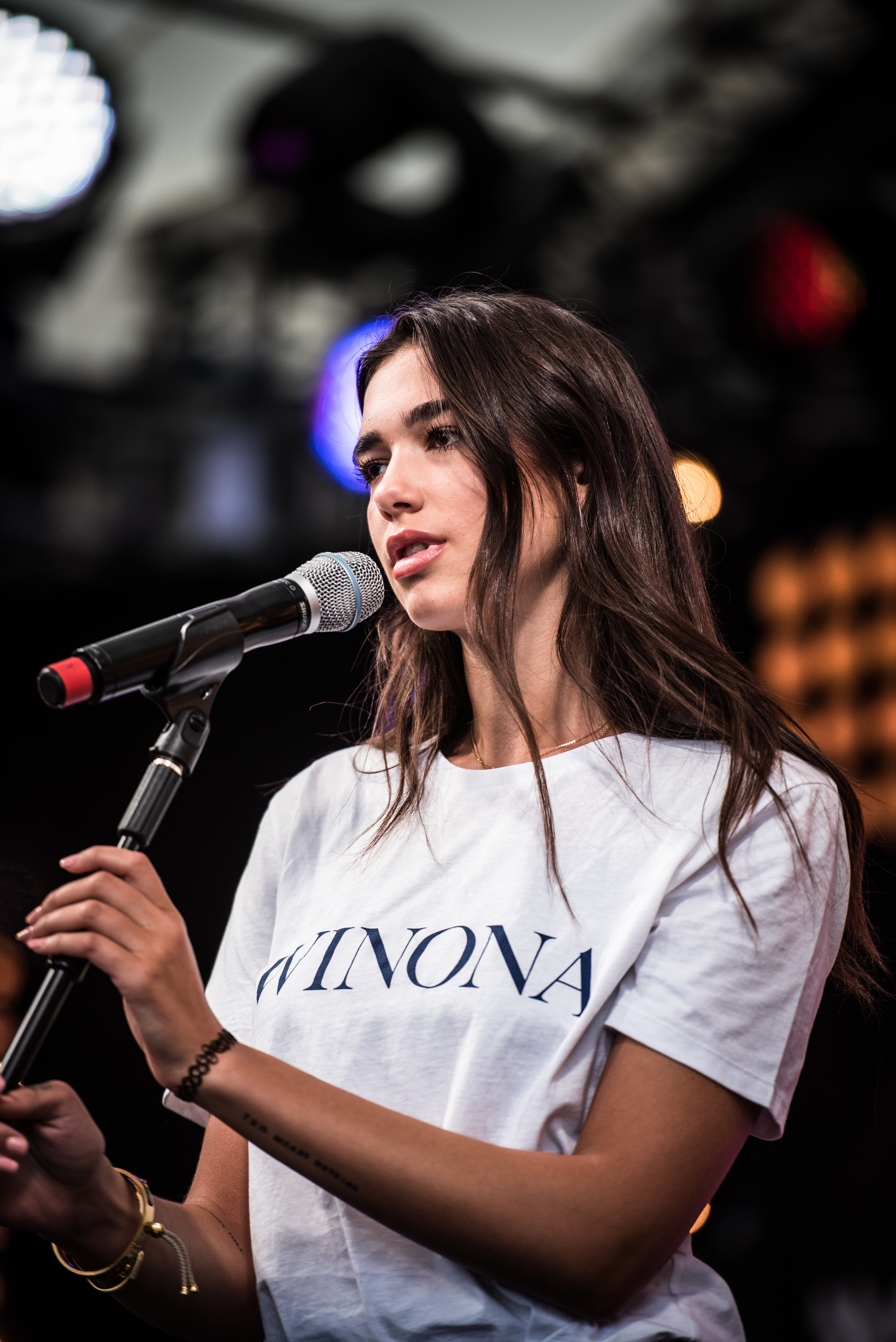
2016年的黎波。

2015年，黎波开始为华纳音乐创作她的首张专辑。2015年8月，她发行由埃米尔·海尼和安德魯·瓦耶特制作的个人第一支单曲〈新欢〉（"New Love"）。第二支单曲〈孑然一人〉由路西·“帕乌斯”·泰勒（Lucy "Pawws" Taylor）创作，于2015年10月发行。该曲在全欧洲大获成功，跻身欧洲11国榜单前10，其中在比利时、波兰和斯洛伐克夺冠。在澳大利亚和新西兰，歌曲成为电台热门作品，分别排名第6和第20。黎波自称她的风格是“暗黑流行乐”。2015年11月30日，她入围年度新声大名单。2016年1月，她在英国和欧洲展开个人首个巡演，巡演于2016年11月结束。

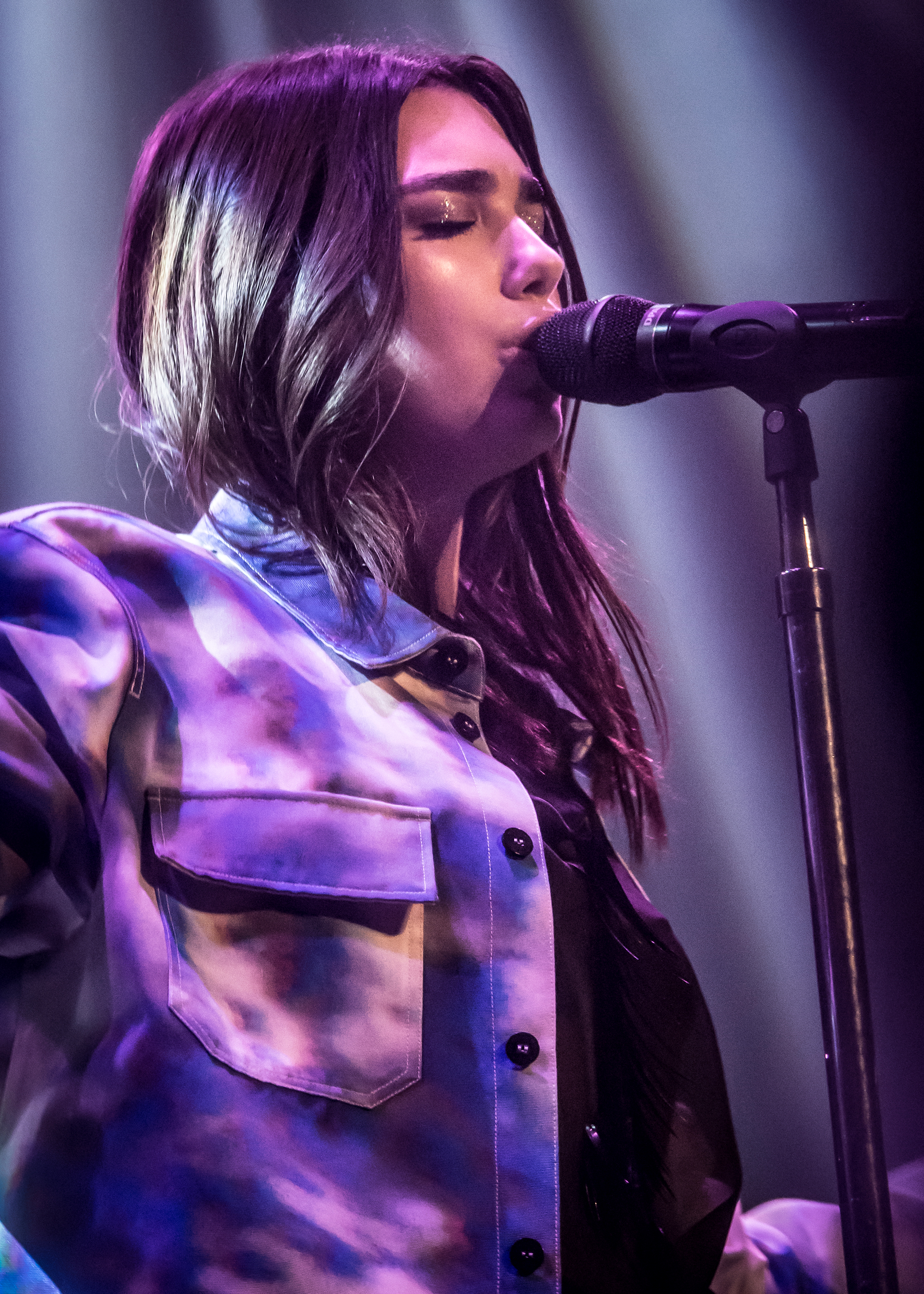
黎波在洛杉矶贝拉斯科剧场，摄于2017年。

2016年2月18日，黎波发行第三支单曲〈最后一支舞〉（"Last Dance"），之后又在5月6日发行〈打得火热〉。这首歌在全球甚为热门，特别是在英国，登上第15名。8月26日，第五支单曲〈耳目一新〉发行，这也是她首支登上《公告牌》百强单曲榜的歌曲，位列第72，同时歌曲还在《公告牌》舞曲排行榜上夺冠，在《公告牌》主流四十强单曲榜上排名第23位。歌曲在其他地方的口碑也不俗，在比利时、匈牙利、新西兰和苏格兰跻身前20。在英国，歌曲最高排名第30位，成为她在英国的第二首排名最高的歌曲。2016年11月，黎波和尚恩·保罗合作的单曲〈别撒谎〉发行。2016年12月，《混音器杂志》发行黎波纪录片《看见蓝》。2017年1月，马汀·盖瑞克斯与黎波合作的单曲〈害怕寂寞〉发行。
2017年6月2日，与她同名的首张录音室专辑发行。第六首单曲〈爱情守则〉成为黎波第一支在英国夺冠的歌曲，因此，这也是自2015年阿黛尔的〈你好〉后，近两年第一支在英国榜夺冠的女独唱歌手歌曲。在其他国家的榜单跻身前十，其中在澳大利亚排第2、加拿大排第7、美国排第11。6月，黎波参加格拉斯顿伯里当代表演艺术节，这是活动观众人数最多的一届。2017年12月，黎波獲Spotify提名为2017年英国流媒体播放次数最多的女歌手。2017年，她有四首单曲在英国获得前十：〈Be the One〉、〈忧愁河上的大桥〉（由西蒙·高维尔安排的为伦敦格伦费尔塔大火遇难者家属募款的慈善歌曲）、〈爱情守则〉和〈No Lie〉 。
2017年12月18日，据宣布黎波将在2018年2月21日伦敦O2体育馆举办的2018年全英音乐奖上表演。
2018年1月，黎波获得2018年全英音乐奖五项提名：最佳女歌手、最佳突破艺人、万事达年度专辑（《杜娃·黎波》）、年度单曲（〈爱情守则〉）和年度录影带（〈爱情守则〉）。这标志着女歌手首次获得五项全英音乐奖提名。黎波在社交媒体上宣布着手为第二张专辑创作素材。她和此前共同创作单曲〈IDGAF〉的MNEK合作。有报道表示，黎波正在和电子音乐制作人威森创作《五十度飞》插曲〈High〉。
2018年4月6日，黎波和凱文·哈里斯發布了單曲〈One Kiss〉，這首歌在4月20日榮登英國單曲榜榜首，成為黎波的第二首英國榜首單曲。2018年5月8日，歐洲足協宣布黎波将在5月26日在基輔舉行的2018年歐洲冠軍聯賽決賽開幕式上表演。
2018年5月，黎波宣布个人第二张专辑有望2019年发行，专辑将着重采用王子和流浪者合唱團的元素。据报道，她计划在当年晚些和其他艺人合作，包括马克·朗森和迪波洛新组成的超级二人组合丝绸之城。后来朗森确认歌曲名字为〈Electricity〉。
2018年9月12日，黎波在中國上海舉行演唱會期間，有許多現場歌迷反應在現場只要站起來就會被保鑣以製造混亂為由拖出現場。後有歌迷上傳影片，內容可以看到被帶離場的歌迷在場外仍遭保安暴力對待。亦有歌迷攜帶彩虹旗被沒收並被保鑣拖離現場。黎波在臺上有注意到場下情況甚至哽咽，但無奈交涉無果，在演唱會尾聲在臺上安撫歌迷。
2019年11月，黎波在YouTube上上传了她新单曲〈拒絕再玩〉的音乐影片，這首歌獲得了商業上的成功，在英國、美國皆最高得到第二名。黎波第2張錄音室專輯《流行先鋒》於2020年3月27日發行，配合專輯，黎波先後發布單曲〈激情狂歡〉(Physical)、〈心碎情網〉(Break My Heart)、〈愛的幻覺〉(Hallucinate) 都得到不錯的成績，8月27日釋出一張混音專輯《Club Future Nostalgia》
2020年10月找來Dababy 合作混音的單曲〈興致高昂〉(Levitating) 獲得了廣大的回響，使她獲得同一張專輯在美國的第二支排名亞軍的單曲，且在2021年告示牌年終排行榜得到冠軍。同年，她和麦莉·赛勒斯合唱〈愛的囚犯〉。《流行先鋒》改版專輯《流行先鋒 – 月色迷情版》於隔年2月11日發行，單曲〈好聚好散〉同步釋出。

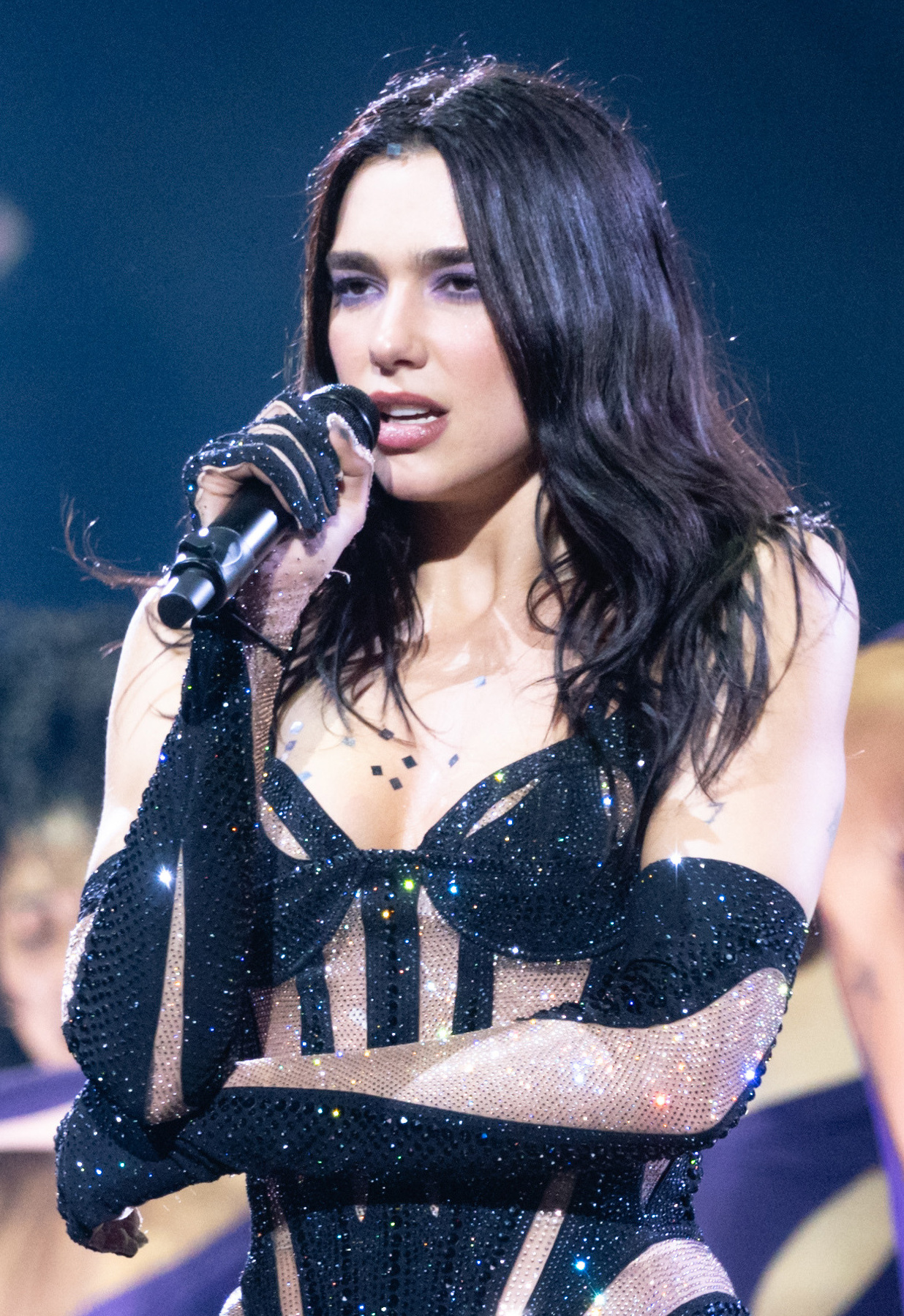
2022年5月，
于流行先鋒巡迴演唱會上表演

2021年和艾爾頓·強合唱的Pnau混音單曲〈冷酷的心〉(Cold Heart)，在全球22個排行榜得到冠軍。
2023年5月26日，献唱电影〈芭比〉原声单曲 〈Dance The Night〉,获得英国单曲榜冠军，同时被第66届格莱美提名“最佳创作影视媒体歌曲” “年度歌曲”，以及提名金球奖 “最佳原创歌曲”。
2023年11月9日，发表单曲〈Houdini〉
自2024年1月起，利帕開始與英國演員卡倫·透納約會。經過一段時間的媒體傳聞後，她在2025年7月登上英國版《Vogue》雜誌的封面故事中正式宣布了兩人的訂婚。

## 音樂作品
主条目：杜娃·黎波作品列表
- 《杜娃·黎波（英语：Dukagjin Lipa）》（2017）
- 《流行先鋒》（2020）
- 《極樂主義（英语：Radical Optimism）》（2024）

## 影视作品
| 年份 | 名称           | 性質   | 備註       |
| ---- | -------------- | ------ | ---------- |
| 2017 | 《嗨唱周五夜》 | 主持人 | 第1季第6集 |

| 年份 | 名稱           | 角色         | 備註       |
| ---- | -------------- | ------------ | ---------- |
| 2024 | 《阿吉爾》     |              | 電影處女作 |
| 2023 | 《芭比(電影)》 | 芭比(美人魚) |            |

## 巡演

### 领衔巡演
- 2016年英国巡演（2016 UK Tour，2016年）
- 打得火热巡演（英语：Hotter Than Hell Tour (Dua Lipa)）（2016年）
- 欧美巡演（英语：US and Europe Tour (Dua Lipa Tour)）（2017年）
- 同名巡演（英语：The Self-Titled Tour (Dua Lipa Tour)）（2017年）
- 流行先鋒巡迴演唱會（英语：Future Nostalgia Tour）（2021年）
- Radical Optimism Tour (2024)

### 开场表演
- 特洛伊·希文郊野风巡演（英语：Suburbia Tour）（2016年）
- 布鲁诺·马尔斯24K魔幻世界巡演（英语：24K Magic World Tour）（2017-2018年）
- 酷玩乐队梦过头巡演（英语：A Head Full of Dreams Tour）（2017年）[43]

## 奖项与提名
| 年份 | 机构                   | 奖项                   | 提名作品                                            | 结果 |
| ---- | ---------------------- | ---------------------- | --------------------------------------------------- | ---- |
| 2016 | BBC                    | 2016年年度新声         | 自己                                                | 提名 |
| 2016 | MTV欧洲音乐奖          | 最佳进步艺人           | 自己                                                | 提名 |
| 2016 | Popjustice20英镑音乐奖 | 最佳英国流行歌曲       | 〈打得火热〉                                        | 提名 |
| 2017 | Eurosonic Noorderslag  | 欧洲跨国界音乐奖：英国 | 自己                                                | 獲獎 |
| 2017 | Eurosonic Noorderslag  | 大众选择奖             | 自己                                                | 獲獎 |
| 2017 | Eurosonic Noorderslag  | 年度新秀               | 自己                                                | 獲獎 |
| 2017 | 全英音乐奖             | 乐评人选择奖           | 自己                                                | 提名 |
| 2017 | 新音乐快递音乐奖       | 最佳英国女艺人         | 自己                                                | 提名 |
| 2017 | 新音乐快递音乐奖       | 最佳新秀               | 自己                                                | 獲獎 |
| 2017 | SCTV音乐奖             | 国际年轻优秀艺人       | 自己                                                | 獲獎 |
| 2017 | 魅力杂志大奖           | 突破新秀               | 自己                                                | 獲獎 |
| 2017 | 青少年选择奖           | 音乐选择奖：女艺人     | 自己                                                | 待定 |
| 2021 | 第63屆葛萊美獎         | 年度專輯               | 《流行先鋒》                                        | 提名 |
| 2021 | 第63屆葛萊美獎         | 最佳流行專輯           | 《流行先鋒》                                        | 獲獎 |
| 2021 | 第63屆葛萊美獎         | 最佳唱片               | 〈拒絕再玩〉                                        | 提名 |
| 2021 | 第63屆葛萊美獎         | 最佳流行歌曲           | 〈拒絕再玩〉                                        | 提名 |
| 2021 | 第63屆葛萊美獎         | 最佳合唱組合           | Ｕn Dia(One Day)(Feat. J Balvin, Bad Bunny & Tainy) | 提名 |
| 2021 | 第63屆葛萊美獎         | 非古典類製作人         | 安德魯.華特                                         | 提名 |